# La Grande Bagarre
Pour plus de détails, voir Fiche technique et Distribution.
La Grande Bagarre (titre original : Il soldato di ventura) est un film franco-italien réalisé par Pasquale Festa Campanile, sorti en 1976.

## Synopsis
En 1503 durant les Guerres d'Italie, Hector, un soldat de fortune, voyage à travers l'Europe avec ses mercenaires à la recherche d'autres trésors. Lorsqu'ils arrivent au château de Barletta, en Italie, ils assistent au siège de celui-ci par les troupes françaises. Le groupe décide d'aider les Espagnols à repousser l'envahisseur…

## Fiche technique
- Titre original : Il soldato di ventura
- Réalisation : Pasquale Festa Campanile
- Scénario : Franco Castellano, Giuseppe Moccia, Marcello Verucci et Pasquale Festa Campanile d'après une histoire de Franco Castellano et Giuseppe Moccia
- Directeur de la photographie : Marcello Marsciocchi
- Montage : Eugenio Alabiso et Mario Serandrei
- Musique : Guido et Maurizio de Angelis
- Genre : aventures, comédie
- Pays :  Italie et  France
- Durée : 95 minutes
- Dates de sortie :
  - Italie : 19 février 1976
  - Allemagne de l'Ouest : 19 mai 1976
  - France : 16 juin 1976

## Distribution
- Bud Spencer (VF : Jean Violette) : Hector (Ettore en VO) Fieramosca de Capoue
- Franco Agostini (VF : Jean Roche) : Romanelo da Forli
- Enzo Cannavale : Bracalone da Napoli
- Jacques Dufilho (VF : Lui-même) : Mariano da Trani
- Andréa Ferréol (VF : Elle-même) : Leonara
- Angelo Infanti : Graziano d'Asti
- Philippe Leroy (VF : Jacques Berthier) : Charles la Motte
- Marc Porel : Le duc de Nemour
- Oreste Lionello : Giovenale de Vetralla
- Mariano Rigillo (VF : Claude Joseph) : Albimonte de Peretola
- Mario Scaccia (VF : Michel Gatineau) : Don Pedro Gonzalo de Guadarrama
- Guglielmo Spoletini (VF : Henry Djanik) : Miale de Milazzo, le croupier
- Eros Pagni (VF : Serge Sauvion) : Cappocio de Rome, le comédien
- Renzo Palmer
- Frédéric de Pasquale : Bayonne

## À noter
Dans la version originale du film, les troupes assiégeant le château sont françaises alors que dans la version française, elles sont anglaises.